# Skała zbiornikowa
Skała zbiornikowa – skała posiadająca pory i szczeliny umożliwiające migrację oraz akumulację płynów i gazów złożowych. W skałach takich mogą występować złoża ropy naftowej i gazu ziemnego, ewentualnie mogą być wykorzystane do wtórnego magazynowania tych surowców. Skałami zbiornikowymi są przeważnie piaskowce i niektóre odmiany wapieni.

## Klasy pojemności skał zbiornikowych
- o małej pojemności (porowatość efektywna wynosi 5-10%)
- o średniej pojemności (p.e. 10-15%)
- o dużej pojemności (p.e. 15-20%)
- o bardzo dużej pojemności (p.e. powyżej 20%)